# Genroku-Erdbeben

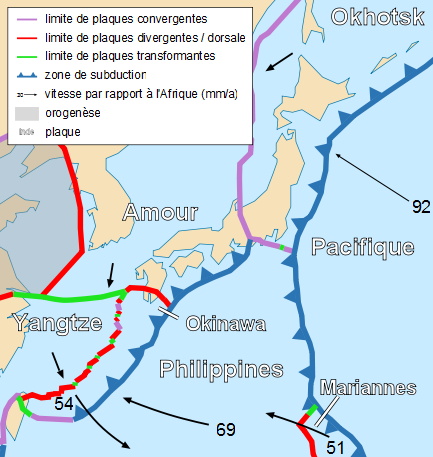
In der Kantō-Region stoßen mehrere Krustenplatten aufeinander.

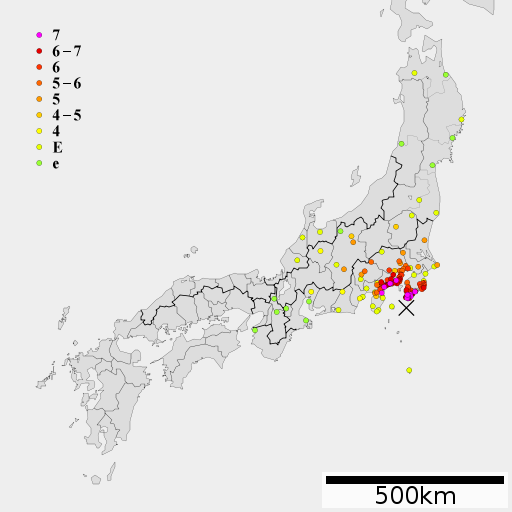
Erdbebenstärke des Genroku-Erdbebens von 1703

Das Genroku-Erdbeben (japanisch 元禄地震 Genroku jishin) war ein schweres Erdbeben, das am 31. Dezember 1703, dem 23. Tag des 11. Monats im 16. Jahr der Genroku-Ära (1688–1704) der japanischen Zeitrechnung, die Region Kantō in Japan erschütterte.  Die Magnitude betrug 7,9 bis 8,2. Über 5.000 Menschen kamen zu Tode. Man nimmt an, dass das Erdbeben vom gleichen Typ war wie das Große Kantō-Erdbeben 1923 und sein Hypozentrum sich ebenfalls im Sagami-Tiefseegraben (相模トラフ Sagami torafu) befand. Das Genroku-Erdbeben hatte eine geringfügig höhere Magnitude als das Große Kantō-Erdbeben und betraf ein größeres Gebiet, verursachte aber nur ähnlich große Schäden und forderte erheblich weniger Todesopfer, da die Gegend zu jener Zeit noch nicht so dicht besiedelt war.

## Tektonik
Die Kantō-Region liegt in einem Gebiet, in dem sich mehrere Platten der Erdkruste treffen. Das Erdbeben von 1703 beruhte vermutlich auf einem Bruch der Verbindung zwischen der Eurasischen Platte und der Philippinischen Platte.

## Folgen
Als Folge des Erdbebens entstand ein mehr als fünf Meter hoher Tsunami, der große Flächen überspülte. Eine maximale Höhe von 10,5 m erreichte er in Wada, auch in Izu-Ōshima und Ainohama wurde eine Höhe von 10 m gemessen.